# 胡非子
胡非子（？—？），为墨子弟子，胡非为复姓，齐国人，墨子遊楚后有很长时间在齐国活动，据《吕览》所记载，墨子在齐国所收的弟子除胡非子外还有高何与县子硕。其书以记述形式写成，或是胡非子弟子或再传弟子所著。

## 概述
胡非子脩墨以教，有屈將子好勇，聞墨者非鬥，帶劍危冠往見胡非子，劫而問之曰：「將聞先生非鬥，而將好勇，有說則可，無說則死！」胡非子曰：「吾聞勇有五等乎。負長劍，赴榛薄，析兕豹，搏熊罷，此獵徒之勇也。負長劍，赴深泉，斬蛟龍，搏黿鼉，此漁人之勇也。登高陟危，鵠立四望，顏色不變，此陶缶之勇也。剽必刺，視必殺，此五刑之勇也。昔齊桓公以魯為南境，魯公憂之，三日不食。曹劌聞之，觸齊軍見桓公曰：『臣聞君辱臣死，君退師則可，不退，則臣請擊頸以血濺君矣！』，桓公懼，不知則措。管仲乃勸與之盟而退。夫曹劌匹夫徒步之士，布衣柔履之人也，唯無怒，一怒而劫萬乘之師，存千乘之國，此君子之勇，勇之貴者也。晏嬰疋夫，一怒而沮崔子之亂，亦君子之勇也。五勇不同公子，將何處？」屈將悅，稱善，乃解長劍，釋危冠而請為弟子焉。
钱穆在《先秦诸子系年》中认为《墨子》书中没有胡非子和随巢子的记载，故认为胡非子和随巢子可能不是墨子亲传弟子。